# Abdalazize ibne Xuaibe
Abdalazize ibne Xuaibe ibne Omar Alcurtubi (ʿAbd al-ʿAzīz ibn Shuʿayb ibn ʿUmar al-Qurṭubī - lit. "Abdalazize, filho de Xuaibe, filho de Omar Alcurtubi"), também conhecido como Curupas (em grego: Κουρουπᾶς) nas fontes bizantinas, foi o último emir de Creta, governando de 949 até a reconquista bizantina da ilha em 961.

## Vida
Os registros sobreviventes da história interna e governantes do Emirado de Creta estão muito fragmentados. Após os estudos de George C. Miles com auxílio de evidência numismática, ele é tentativamente identificado como filho do oitavo emir, Xuaibe II, que governou ca. 940–943, ele próprio o tataraneto do conquistador de Creta e fundador do emirado, Abu Hafes Omar. O começo de seu reinado é colocado em 949, em sucessão de seu tio Ali. Pelos cronistas bizantino é principalmente chamado "Curupas", aparentemente de seu sobrenome árabe Alcurtubi", "de Córdova", de onde sua família foi originária.
O historiador egípcio do século XIV Anuairi relata que o imperador bizantino Romano II despachou três embaixadas para a ilha procurando concluir um tratado de paz em troca do pagamento duma soma anual para Abdalazize, com o objetivo de ocultar os preparativos em curso para a campanha de reconquista da ilha. Esse relato é majoritariamente considerado pelos estudioso modernos como lendário. Como chefe de uma grande frota e exército, Nicéforo Focas velejou em junho ou julho de 960, aportou na ilha e derrotou a resistência muçulmana inicial. Um longe cerco à capital do emirado em Chandax se seguiu e arrastou-se durante o inverno em 961. Neste tempo, Abdalazize é descrito por Teodósio, o Diácono como pequeno, pálido, careca e muito doente, mas um locutor eloquente e lisonjeiro. Em vão, o emir enviou um pedido de ajuda para os fatímidas da Ifríquia e o Emirado de Córdova na Península Ibérica; os governantes muçulmanos enviou emissário para ele, mas, impressionado pelo poder bizantino, se abstiveram de intervir.
Após a captura de Chandax, Abdalazize foi levado cativo com sua família para Constantinopla, onde foram exibidos na procissão triunfal de Nicéforo Focas. Eles receberam de Romano II ricos presentes e uma propriedade para se assentarem, e as fontes bizantinas relatam que o imperador considerou fazer Abdalazize um senador, mas o último recusou-se a converter ao cristianismo. Um de seus filhos, contudo, Anumane, ou Anemas em grego, converteu-se e entrou em serviço bizantino até ser morto no Cerco de Dorostolo em 971. Alguns pesquisadores modernos consideram a possibilidade de a aristocrática família Anemas descendeu dele.